# Merlo J. Pusey
Merlo John Pusey (3 février 1902 à Woodruff, Utah – 22 novembre 1985 à Washington, DC), est un biographe et éditorialiste américain. Il remporte le Prix Pulitzer de la biographie ou de l'autobiographie en 1952 et le prix Bancroft en 1952 pour sa biographie du juge en chef américain Charles Evans Hughes.

## Biographie
Il grandit dans une ferme près de Woodruff, dans l'Utah, et est un membre de l'église des saints des derniers jours. Il fréquente l'université des Saints des Derniers Jours – aujourd'hui Ensign College – et obtient son diplôme de membre de Phi Beta Kappa de l'université de l'Utah après avoir travaillé pour le journal universitaire. Il est ensuite journaliste et rédacteur en chef adjoint du Deseret News à Salt Lake City.
Pusey travaille pour le Washington Post de 1928 à 1971, devenant rédacteur en chef adjoint en 1946, continuant à rédiger des articles occasionnelement jusqu'à environ deux ans avant sa mort.
Entre 1931 et 1933, Pusey est membre à temps partiel du personnel de la commission des finances du Sénat américain. De 1939 à 1942, il est professeur de journalisme à l'Université George-Washington.
Son intérêt pour le « plan judiciaire » de Roosevelt le conduit directement à sa biographie de Hughes, qui est juge en chef à l'époque, et qui lui accorde un certain nombre d'entretiens et un accès complet à ses papiers privés. Il écrit également Big Government : Can We Control It ? (1945), Eisenhower the President (1956), The USA Astride the World (1971) et Eugene Meyer (1974), une biographie du financier et fonctionnaire qui a acheté le Washington Post lors d'une vente après faillite en juin 1933.
Plus tard, Pusey vit dans une ferme à Dickerson, dans le Maryland . Il est membre de l'American Political Science Association, du Cosmos Club et du National Press Club. Après avoir publié Ripples of Intuition, un livre de poésie, en 1984, il meurt d'un cancer en 1985.

## Livres
- The Supreme Court Crisis (Macmillan, 1937)[4]
- Big Government: Can We Control It? (Harper, 1945)[5]
- Charles Evans Hughes (2 vol., Macmillan, 1951)[6]. Prix Pulitzer de biographie ou d'autobiographie
- Eisenhower, the president (Macmillan, 1956)[7]
- The Way We Go to War  (Houghton Mifflin, 1969)[8]
- The USA Astride the Globe (Houghton Mifflin, 1971)[9]
- Eugène Meyer (Knopf, 1974)[10]
- Builders of the Kingdom, George A. Smith, John Henry Smith, George Albert Smith (Université Brigham Young, c1981)[11]
- Ripples of Intuition (Eden Hill, 1984; Signature Books, Inc., 1986)[12].